# Comté de Henry (Ohio)
Pour les articles homonymes, voir Henry et Comté de Henry.
Le comté de Henry est situé dans l’État de Ohio, aux États-Unis. Il comptait 29 210 habitants en 2000. Son siège est Napoleon.